# 무가 (무속)
무가(巫歌)는 굿에서 무당이 부르는 노래를 말한다. 무가 가락은 지방마다 토속적인 가락 토리가 다르게 되었다. 무가는 사설의 내용에 따라 청신무가, 본풀이 무가, 놀이무가로 구분지을 수 있으며, 음악 형식적인 면에서는 장절의 구분이 없이 길게 불러 나가는 통장무가와 장절 구분이 있고 또, 후렴이 붙기도 하는 짧은 장절무가로 구분할 수 있다. 통장무가의 예로는 〈바라공주〉, 〈구능본풀이〉 등을 들 수 있고 장절무가의 예로는 〈창부타령〉, 〈노랫가락〉, 〈황제풀이〉, 〈염불요〉, 〈시우제 소리〉 등을 들 수 있다.